# René-Théodore Phelippot
 (juillet 2019).
Si vous disposez d'ouvrages ou d'articles de référence ou si vous connaissez des sites web de qualité traitant du thème abordé ici, merci de compléter l'article en donnant les références utiles à sa vérifiabilité et en les liant à la section « Notes et références ».
Léon-René-Théodore Phelippot naquit le 17 mars 1829 au Bois-Plage (Île de Ré) et y mourut le 27 septembre 1905,.

## Biographie
Propriétaire et essayiste, il fut conseiller puis maire de la commune du Bois-Plage pendant 22 ans.

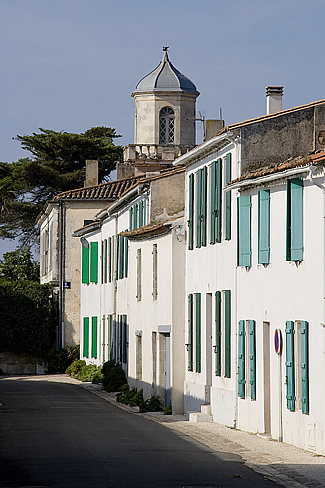
La tour Malakoff au Bois-Plage.

Auteur de nombreuses publications d'érudition locale, collectionneur frénétique d'objets d'art et de curiosités très diverses, il avait fondé un musée original dans sa maison de la Bénatière appelée Tour Malakoff.
Franc-maçon et passionné de politique, il cherchait aussi toutes les récompenses officielles possibles que ce soit au sein des sociétés de Secours mutuels ou de Sauveteurs en mer, des Comices agricoles, des Sociétés savantes, archéologiques et même météorologiques avec lesquels il entretenait une correspondance acharnée.
À sa mort, ses collections furent rachetées par son ami Ernest Cognacq pour former le fonds des collections du Musée Ernest Cognacq de Saint-Martin-de-Ré.

## Publication
- Notice historique sur Rivedoux (île de Ré) et sur ses anciens seigneurs, suivie de l'arbre généalogique de la Maison d'Hastrel, 1864.
- Mémoire sur la viticulture de l'île-de-Ré, 1868.